# Jan Henryk Dąbrowski

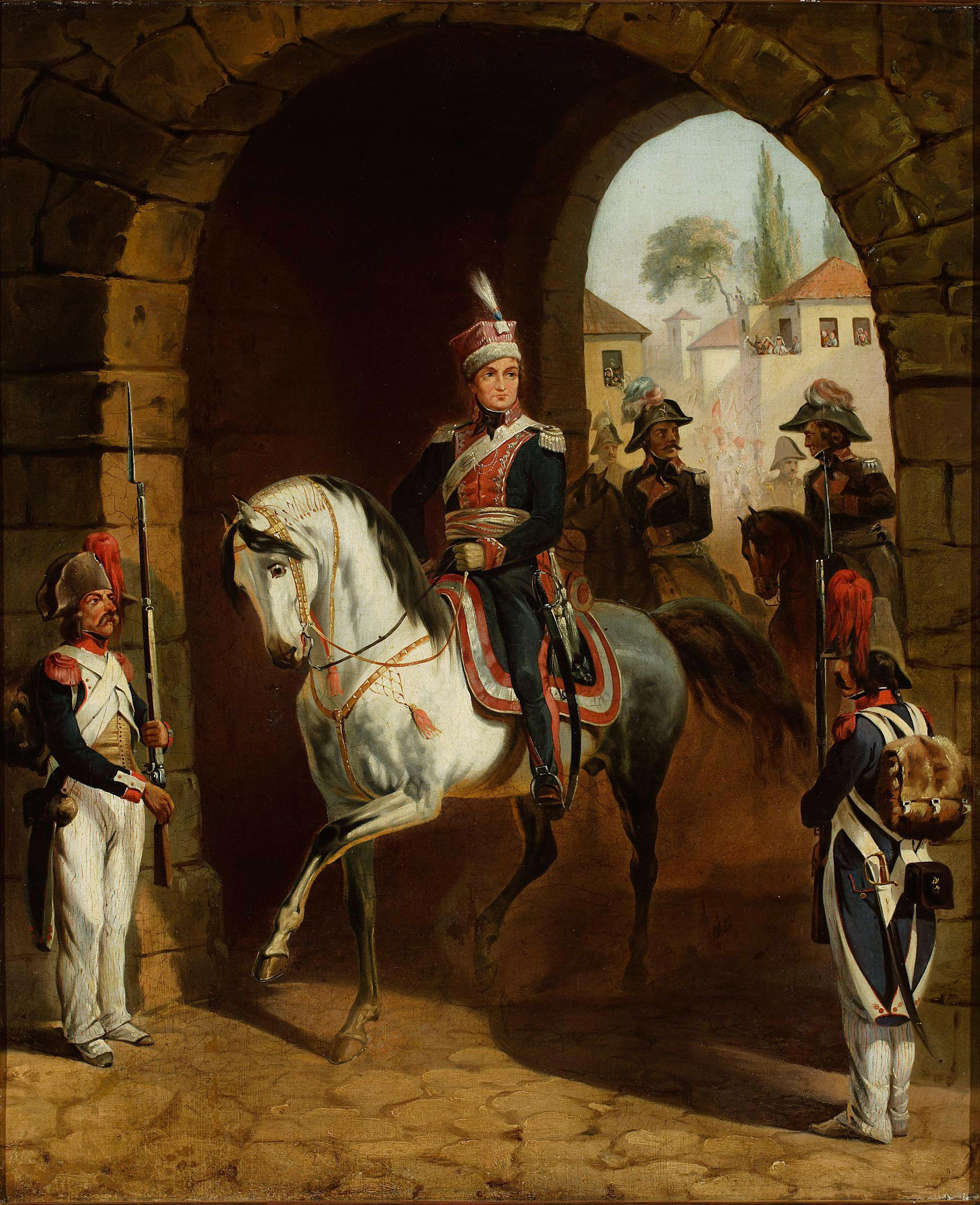
Wjazd gen. Jana Henryka Dąbrowskiego do Rzymu, obraz Januarego Suchodolskiego

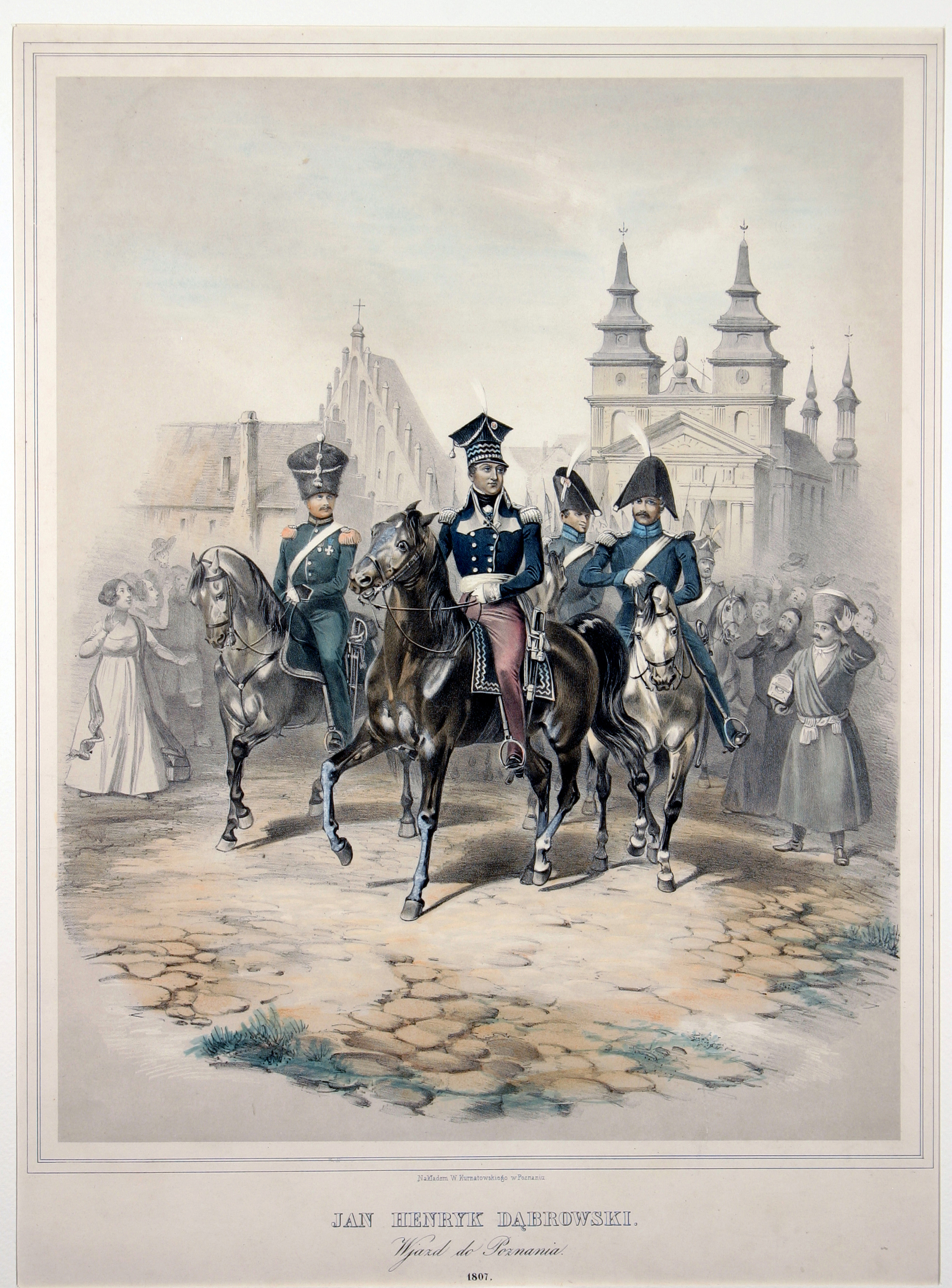
Wjazd Dąbrowskiego do Poznania w 1807 roku.

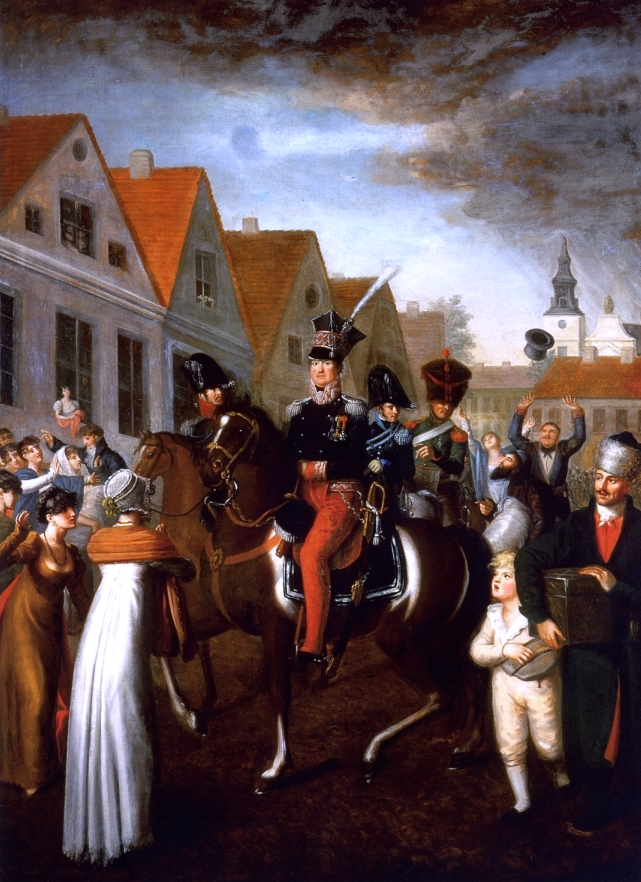
1806 Wjazd Jana Henryka Dąbrowskiego do Poznania pędzla Jana Gładysza

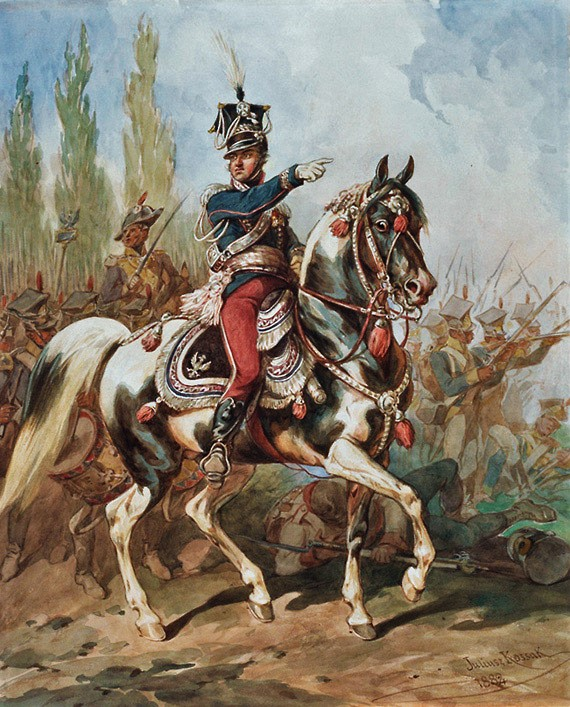
Generał Jan Henryk Dąbrowski na czele Legionów, obraz Juliusza Kossaka

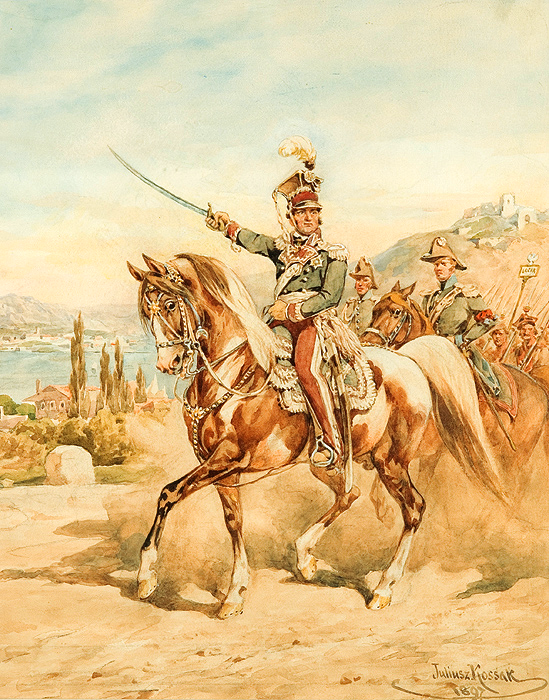
Marsz, marsz Dąbrowski, obraz Juliusza Kossaka

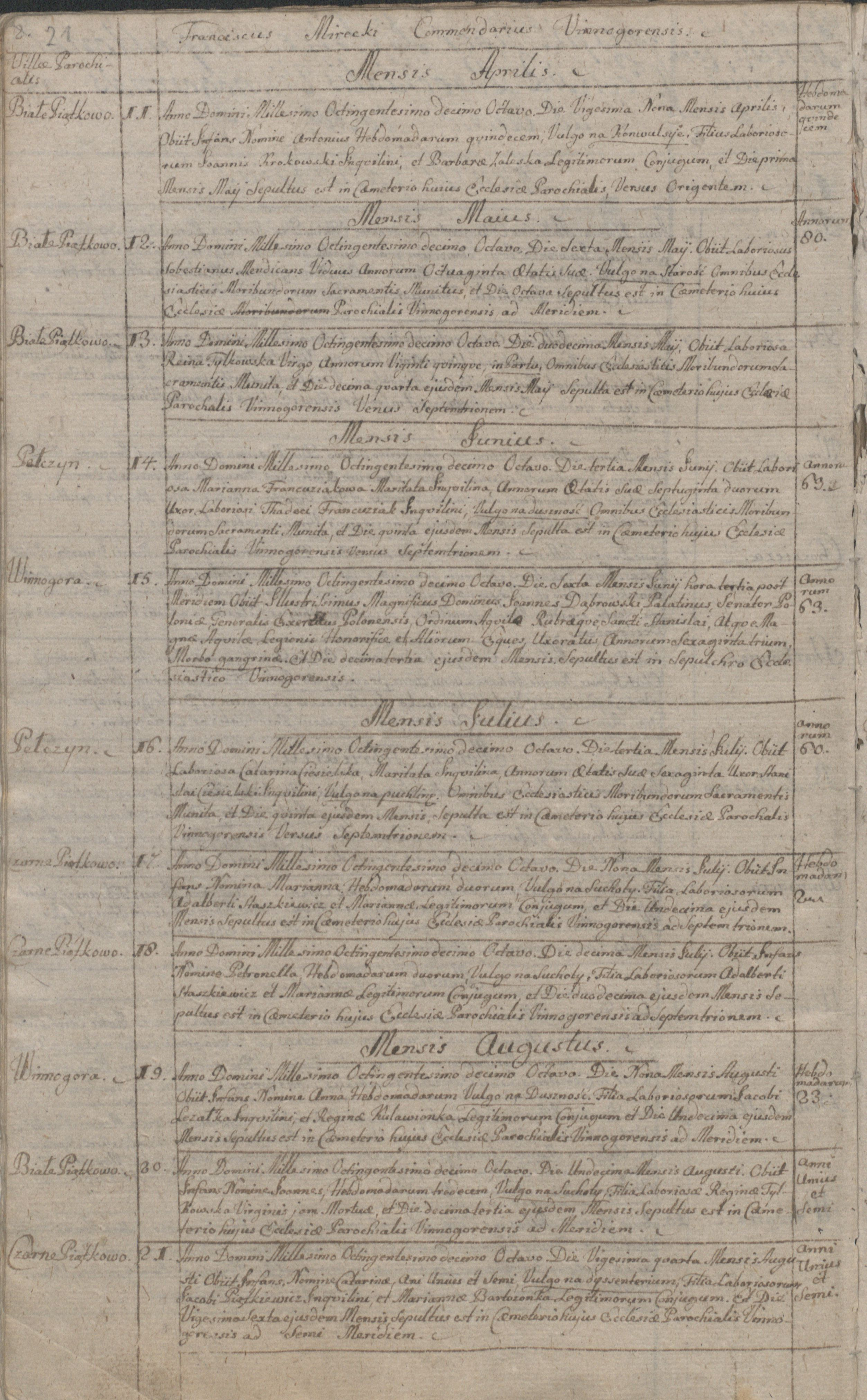
Akt zgonu Jana Henryka Dąbrowskiego

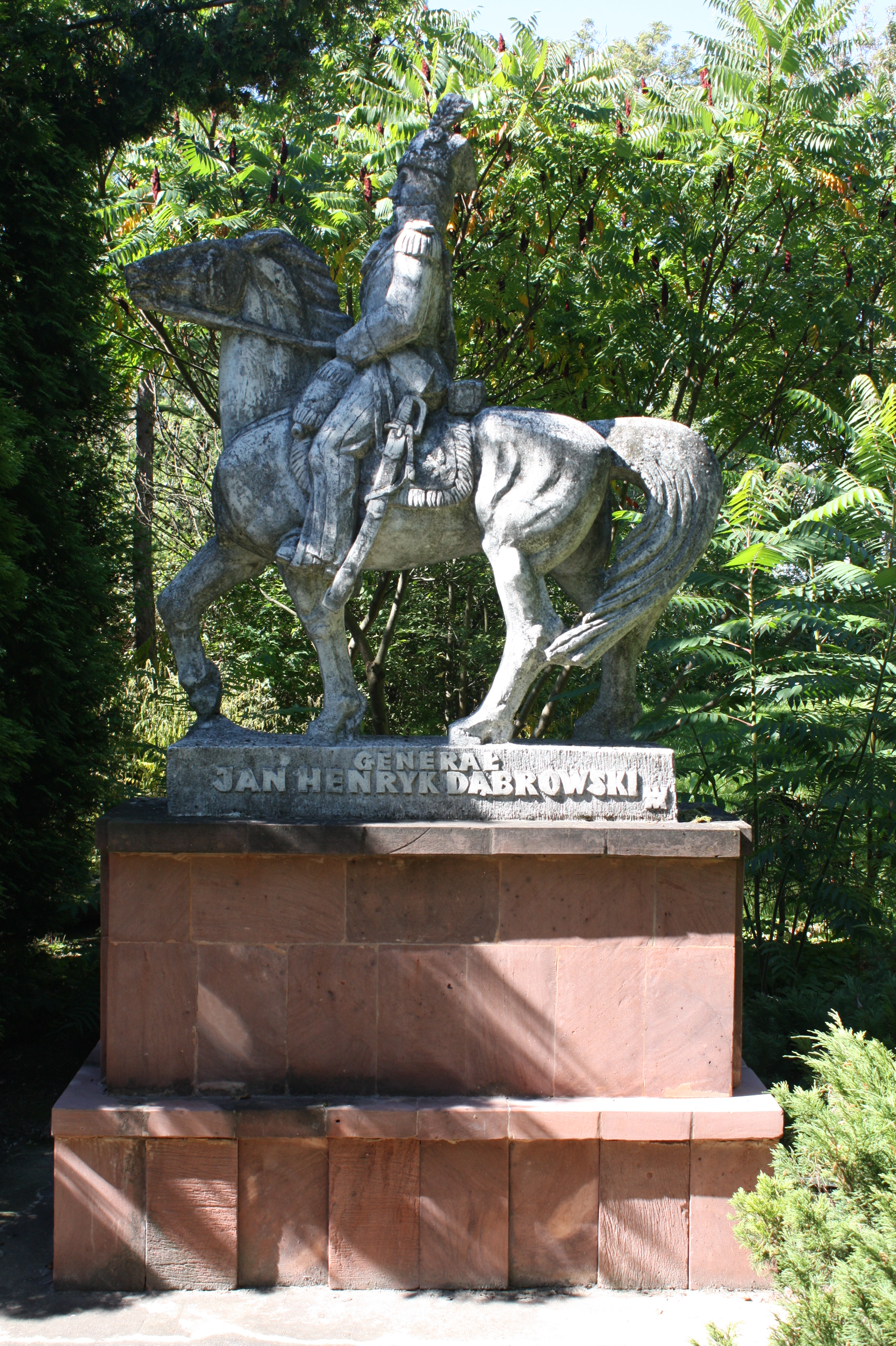
Pomnik Jana Henryka Dąbrowskiego w parku w Pilaszkowie

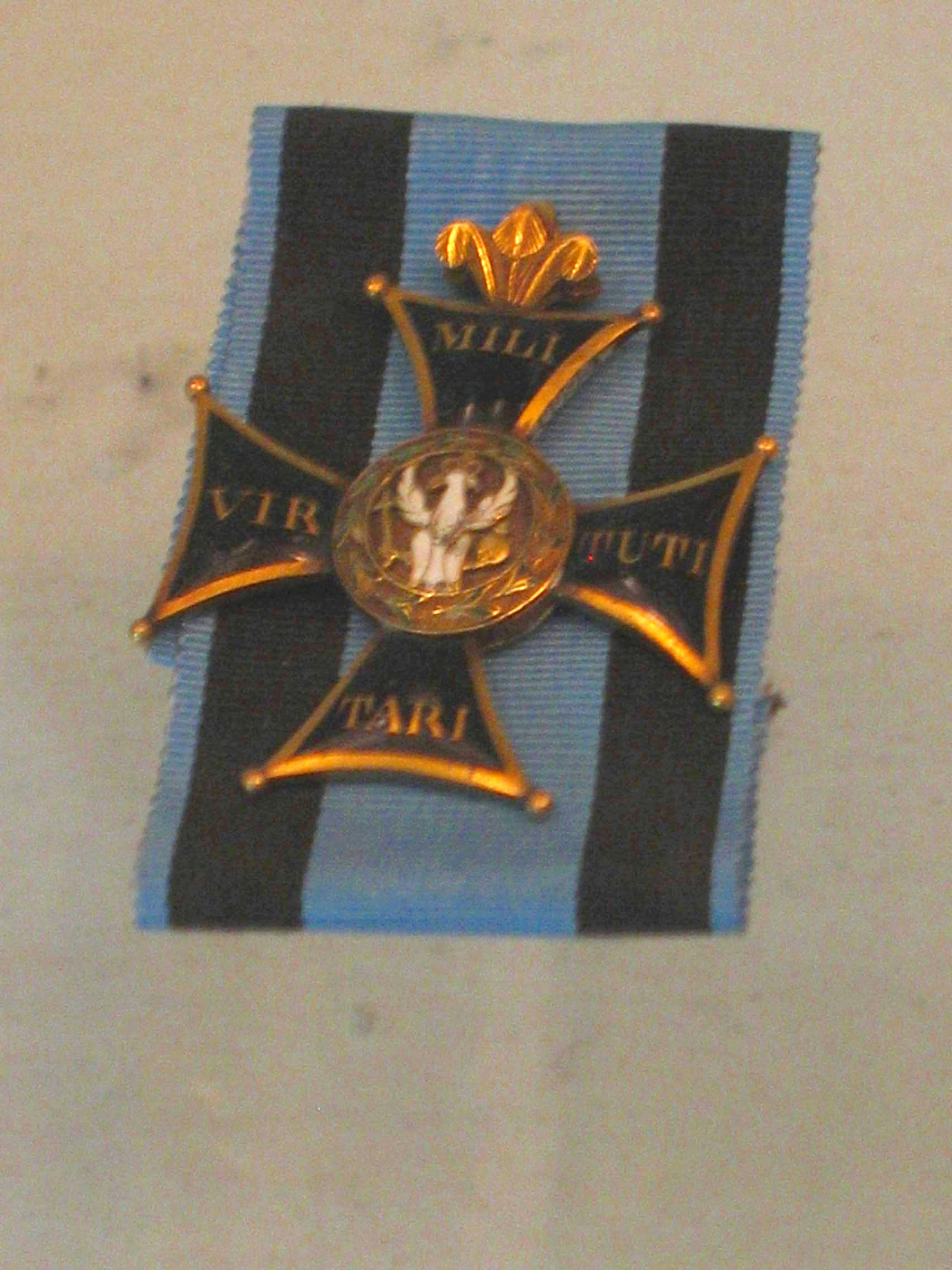
Krzyż Komandorski Orderu Virtuti Militari Jana Henryka Dąbrowskiego z 1808

Jan Henryk Dąbrowski herbu Virgo Violata (ur. 2 sierpnia 1755 w Pierzchowie, zm. 6 czerwca 1818 w Winnej Górze) – polski generał, wolnomularz, uczestnik insurekcji kościuszkowskiej (1794), twórca Legionów Polskich we Włoszech, inicjator powstania wielkopolskiego 1806 roku, naczelny dowódca wojsk polskich w 1813, senator, wojewoda Królestwa Polskiego w 1815, generał jazdy armii Królestwa Polskiego w 1815.

## Młodość
Syn pułkownika Jana Michała Dąbrowskiego i Zofii Marii Dąbrowskiej z domu von Lettow-Vorbek, herbu Lemiesz. Ojciec po zdobyciu Gdańska (1734) wcielony został do wojska saskiego. Matka (ur. 10 stycznia 1724 w Wiatowicach, w Małopolsce) była córką Chrystiana Lucjana von Lettowa, generała Gwardii Konnej Koronnej z rodziny pochodzenia kurlandzkiego, ale zupełnie spolonizowanej, i Ludwiki von Lettow (Allan), Szkotki, córki pułkownika Allana z Regimentu Gwardii Konnej Wlk. Księstwa Litewskiego i siostry gen. Wilhelma Miera, twórcy i dowódcy Regimentu Gwardii Konnej Koronnej. Rodzice poznali się w Sierosławicach, ślub odbył się w 1749. W Sierosławicach urodziły się siostry Jana Henryka: Ludwika Krystyna (ur. 1752) oraz Aleksandra Józefa (ur. 1754).
Jan Henryk Dąbrowski dzieciństwo spędził w Pierzchowie, Sierosławicach, Kucharach, Palichowie. Mieszkał w Osieku pod Warszawą, gdzie jego ojciec dzierżawił folwark królewski. Tu pochowana jest jego matka Zofia Maria Dąbrowska na cmentarzu kalwińskim pod Osiekiem, zm. 6 stycznia 1757.
Jan Henryk opuścił Polskę w 1766. Zamieszkał w domu ojca w Hoyerswerdzie i rozpoczął naukę na kolegium w Kamenz w Saksonii. Służbę rozpoczął w 1771 w stopniu podchorążego w wojsku saskim. W 1773 został podporucznikiem pułku szwoleżerów, a w 1777 przeszedł do gwardii. W 1779 odbył bez wielkich sukcesów kampanię w wojnie zwanej „kartoflaną”. Wojna ta nie obfitowała w większe bitwy, bowiem była to wojna manewrowa, prowadzona w celu osaczenia i odcięcia przeciwnika od magazynów, bez wdawania się w starcia zbrojne. W czasie osiemnastoletniego pobytu na obczyźnie przesiąknął w dużej mierze kulturą niemiecką (m.in. uwielbiał literaturę niemieckojęzyczną), słabo mówił po polsku, ale język ojczysty przypomniały mu obie siostry.
W 1779 zmarł ojciec Dąbrowskiego. Po otwarciu testamentu okazało się, że spadek wynosi około 60 tys. talarów (blisko 300 tys. złotych), ale większość majątku była w wierzytelnościach trudnych do ściągnięcia, skutkiem czego Dąbrowski utracił rodzinne Pierzchowice, zostały mu tylko – obrączka po matce, szpada po ojcu i para koni. Od 1780, w stopniu porucznika, służył w gwardii elektorskiej w Dreźnie. Tymczasem liczba Polaków wokół Dąbrowskiego malała. Po zerwaniu unii polsko-saskiej, Polacy masowo opuszczali szeregi armii saskiej, a więc siłą rzeczy Dąbrowski wtapiał się w środowisko niemieckojęzyczne.
W tym okresie Dąbrowski zdobył przygotowanie jako dowódca średniego szczebla. Wziął udział – za przyzwoleniem króla Fryderyka II – w manewrach armii pruskiej we Wrocławiu latem 1786 i manewrach wojsk rosyjskich w 1788.
W 1792 przeszedł do wojska polskiego, co nie obyło się bez namów najpierw ze strony kapitana Michała Sokolnickiego, potem generałów Krzysztofa Karwickiego, a na koniec samego króla Stanisława Augusta, który osobiście prosił elektora o zwolnienie ze służby cenionego oficera. Przyjęty do Wojska Polskiego w stopniu podpułkownika 28 czerwca, szybko awansował na wicebrygadiera 14 lipca 1792. Służył w 1 Brygadzie Kawalerii Narodowej (1 Wielkopolska), przydzielony do odwodu królewskiego, nie wziął czynnego udziału w walkach w 1792. Niezorientowany jeszcze w stosunkach, złożył przysięgę na wierność konfederacji targowickiej. W lutym 1793 roku stawił opór w Gnieźnie wkraczającym wojskom pruskim, proponował przebijanie się do wojsk francuskich, rozbiorowy sejm grodzieński (1793) wprowadził go do Komisji Wojskowej Koronnej, przygotowującej redukcję armii i przyznał mu 2000 złotych. Uznany został za „kolaboranta” i nie został dopuszczony do konspiracji.
W czasie insurekcji kościuszkowskiej był początkowo wicebrygadierem 1 Brygady Wielkopolskiej, potem wsławił się obroną Warszawy (zwłaszcza 28 VIII pod Marymontem i Powązkami) i wyprawą do Wielkopolski, gdzie został awansowany na stopień generała-porucznika. Wyprawa ta rozpoczęta została z oddziałami w sile 3 tys. ludzi i 16 dział od przebicia się 13 września pod Kamionem przez kordon pruski, po czym Dąbrowski pomaszerował do Wielkopolski, gdzie pod Słupcą połączył się z 4 tys. powstańców. Następnie zajął Gniezno i Bydgoszcz, a dzięki licznym działaniom pozorowanym wywołał panikę w Poznaniu, Toruniu i Gdańsku. Po klęsce maciejowickiej wycofał się z Wielkopolski. 18 listopada 1794 dostał się do niewoli rosyjskiej pod Radoszycami i został zmuszony (wraz z Kościuszką) do podpisania wyrzeczenia się walki z Rosją i jej sprzymierzeńcami w przyszłości. Nagrodzony złotą obrączką Ojczyzna Obrońcy Swemu.

## Legiony Polskie
Po upadku insurekcji nie przyjął propozycji służby w armii pruskiej i rosyjskiej, lecz w poszukiwaniu dróg odbudowy Polski, zawitał najpierw do Berlina, gdzie został przyjęty przez Fryderyka Wilhelma II, a następnie udał się przez Saksonię do Paryża, gdzie dotarł 30 września 1796. Dąbrowski udał się natychmiast do Józefa Wybickiego, z którym łączyła go dawna przyjaźń, a który pertraktował z Dyrektoriatem organizację legionów polskich u boku armii francuskiej. Wkrótce generał złożył na ręce ministrów Delacroix i Pétieta prośbę o przydział do sztabu armii generała Klébera, którego poznał w czasie podróży przez Niemcy, a 10 października wystosował do Dyrektoriatu memoriał postulujący utworzenie legionów polskich przy armiach reńskiej i włoskiej.
Memoriał został przyjęty życzliwie i w połowie listopada Dąbrowski z Wojczyńskim, Eliaszem Tremonem oraz swoim synem Janem Michałem Henrykiem udali się do Mediolanu, gdzie miał swą główną kwaterę dowódca Armii Włoch, generał Napoleon Bonaparte. Spotkanie nastąpiło 4 grudnia i przyniosło Dąbrowskiemu ogromne rozczarowanie. Napoleon, prawdopodobnie za podszeptem swego adiutanta Sułkowskiego, który uważał Dąbrowskiego za rojalistę, zaproponował polskim generałom szarże oficerskie w stworzonym z jeńców-Polaków batalionie. Kryzys zażegnał Amilkar Kosiński, który miał już pewne koneksje w armii i potrafił dotrzeć do Józefiny Vissconti, „pani serca” Aleksandra Berthier, z którego zdaniem Napoleon się liczył.
9 stycznia 1797 podpisano w Mediolanie układ z rządem lombardzkim powołujący Legiony. Mundury i sztandary były wzorowane na polskich, język komend i stopnie wojskowe również były polskie. Na szlifach widniał włoski napis Gli uomini liberi sono fratelli (Ludzie wolni są braćmi). Kokardy przypięte do mundurów były trójkolorowe w nawiązaniu do rewolucji francuskiej symbolizującą sojusz i protekcję Republiki. Dąbrowski gwarantował ochotnikom obywatelstwo lombardzkie z prawem powrotu do kraju, gdy Lombardia będzie już wolna i bezpieczna.
W maju 1797 w szeregach Legionów stanęło około 7 tys. żołnierzy, głównie Polaków przebywających na emigracji oraz polskich jeńców i dezerterów z armii austriackiej (6000), wcielonych do niej i zmuszanych do walki z Francuzami. Utworzone zostały dwie legie po 3 bataliony każda. W skład każdego batalionu wchodziło 10 kompanii, w tym (8 fizylierskich, 1 grenadierska, 1 strzelecka – stan kompanii 123 żołnierzy). Dowódcą pierwszej legii był gen. Józef Wielhorski, drugiej gen. Franciszek Rymkiewicz. Dąbrowski wprowadził w Legionach nowoczesny system dowodzenia na wzór francuski, zniósł kary cielesne, dał możliwość awansu żołnierzom niemającym pochodzenia szlacheckiego, nakazał naukę czytania i pisania oraz pogłębianie wiedzy z historii Polski.
Początkowo Legiony walczyły u boku Napoleona pod Rimini, Weroną i nad jeziorem Garda. Po zawarciu pokoju z Austrią przeistoczyły się w Korpus Posiłkowy Republiki Cisalpińskiej. Część legionistów została wysłana do Rzymu, gdzie Francja obaliła rządy papieskie. W listopadzie 1798 uczestniczyli oni w obronie Republiki Rzymskiej. Oddziały legionistów pod dowództwem Karola Kniaziewicza przyczyniły się do zwycięstwa Francuzów pod Civita Castellana. Potem brali udział w zwycięskiej ofensywie republikanów na Królestwo Neapolu. Następnie tłumili antyfrancuskie powstanie chłopskie w Republice Partenopejskiej utworzonej w południowych Włoszech. Tu wreszcie sformowano pułk jazdy znany jako ułani nadwiślańscy.
W 1799 polscy legioniści (ok. 8 tys.) wzięli udział w walkach z wojskami II koalicji antyfrancuskiej. W tym okresie Legiony poniosły szereg porażek i ciężkie straty, np.: w bitwach pod Weroną, Magnano, w oblężonej Mantui, bitwach nad Trebbią i pod Novi. Straty pierwszej legii wynosiły 2 tys. zabitych i rannych; w drugiej legii, dowodzonej wówczas osobiście przez Dąbrowskiego, pozostało tylko 800 żołnierzy zdolnych do walki. W 1799 powstał nad Renem, dowodzony przez gen. Kniaziewicza, legion zwany naddunajskim, a w 1800 Dąbrowski odbudował 6-tysięczny legion pod nazwą Pierwsza Polska Legia.
W tym czasie Francuzi odnosili kolejne zwycięstwa nad wojskami koalicji na wielu frontach, m.in.: pod Zurychem (Szwajcaria), Castricum (Holandia) w 1799 oraz pod Marengo (Włochy) i Hohenlinden (Bawaria) w 1800. Rosja poróżniona z Austrią i Wielką Brytanią wycofała się z koalicji antyfrancuskiej, a Austria zawarła pokój z Francją w Lunéville w 1801, jednak skończona wojna nie przyniosła pozytywnego rozwiązania kwestii polskiej. To powodowało rozprzężenie w Legionach, zwątpienie, dochodziło do otwartej krytyki polityki Francji. Oficerowie podawali się do dymisji. Niewygodne Napoleonowi legie zostały wysłane na wyspę Santo Domingo (obecnie Haiti) do tłumienia antyfrancuskiego powstania niewolników afroamerykańskich. Do Europy powróciło zaledwie kilkuset legionistów, którzy nie zostali zabici przez tubylców, nie zmarli wskutek chorób tropikalnych i nie osiedlili się w Ameryce.
We Włoszech pozostała tylko półbrygada piechoty dawnych legionistów. W 1803 legioniści polscy jako wojsko najemne walczyli z Anglikami w Apuli, a w 1805 przyczynili się do zwycięstwa wojsk napoleońskich we Włoszech pod Castelfranco. Następnie w 1806 brali udział w walkach z ekspedycją sił brytyjskich w Kalabrii (południowe Włochy).
W Legionach Polskich walczyło w sumie ok. 35 tys. ludzi, zginęło ok. 20 tys. Wykształciły one znakomitą kadrę przyszłych oficerów, były szkołą patriotyzmu i demokracji. Od 1802 Dąbrowski pozostawał w służbie włoskiej. Tam też wstąpił do masonerii i został adeptem 29 stopnia rytu szkockiego.
W 1803 Dąbrowski został mianowany generalnym inspektorem włoskiej jazdy.

## Księstwo Warszawskie
7 listopada 1806, po zwycięskiej bitwie pod Jeną i wkroczeniu wojsk francuskich na tereny zaboru pruskiego, Dąbrowski wydał wraz z Wybickim w Poznaniu odezwę wzywającą do zachowania spokoju i do posłuszeństwa nowym władzom (głównym redaktorem był Wybicki, bowiem Dąbrowski słabo władał językiem polskim). Działając w zasadzie bezprawnie, bo bez pełnomocnictwa Napoleona, Dąbrowski z Wybickim ustanowili komisję, która przejęła uprawnienia kamery pruskiej. Dla cesarza najważniejsza była oczywiście siła zbrojna. Dąbrowski wysłał więc 14 listopada raport, w którym informował, że z departamentu poznańskiego może, drogą poboru, dać 8700 rekrutów i 1800 koni. Z całego zaboru pruskiego można było, jego zdaniem, zwerbować 35 000 piechoty, 750 strzelców i 10 200 jazdy. Z Kwatery Głównej w Poznaniu dnia 3 grudnia roku 1806 generał Jan Henryk Dąbrowski wydał słynny rozkaz, powołując Wojsko Polskie – zalążek przyszłej Armii Księstwa Warszawskiego. Początkowo były to trzy Legie Księstwa Warszawskiego – Legia Poznańska, Legia Kaliska i Legia Warszawska – przemianowane na Dywizje Księstwa Warszawskiego. Generał Dąbrowski zażądał jeszcze w 1806 od Napoleona przysłanie z Włoch do Polski resztek około 3 tysięcy legionistów w charakterze instruktorów dla przyszłej Armii Księstwa Warszawskiego. Ze względu na obawę Poniatowskiego, że legioniści opanują Armię, ten zablokował ich przybycie. Zamiast stać się kośćcem młodej Armii Księstwa Warszawskiego, zostali przeznaczeni do utworzenia na Śląsku Legii Polsko-Włoskiej na żołdzie francuskim. Dowódcą Legii został generał Józef Grabiński. Legia Polsko-Włoska sformowana na mocy dekretu Napoleona z 6 kwietnia 1807, tworzona była we Wrocławiu, Brzegu, Nysie, Prudniku i Korfantowie.
Cesarz przybył do Poznania 27 listopada wieczorem, a w dniu następnym odbyło się uroczyste powitanie. W odpowiedzi na przemówienia Napoleon powiedział, że „To jest wojna, z jej hazardem, z jej niebezpieczeństwami”, żądał dostaw dla armii i tworzenia własnego, polskiego wojska. 29 listopada nadeszła wieść, że Joachim Murat wkroczył do Warszawy. Dąbrowski przybył do stolicy 6 grudnia, jako „umocowany rządca w kraju polskim pod potencją Najjaśniejszego Imperatora Francuzów i generalny wojsk polskich organizator”.
W czasie kampanii pomorskiej Jan Henryk Dąbrowski walczył pod Grudziądzem (wspólnie z armią heską), Tczewem (gdzie 23 lutego 1807 w czasie szturmu został ranny w nogę i gdzie ciężką ranę – strzaskany łokieć lewej ręki – odniósł syn generała, Jan Michał) i pod Frydlandem (ponownie ranny w tę samą nogę).
Familia Czartoryskich obawiała się odwetu ze strony legionistów, którzy opuścili Polskę z ich powodu. Sam Józef Poniatowski był zaiste ich kandydatem. Postawa Napoleona Bonaparte wobec dwóch obozów w Polsce – niepodległościowego, z gen. Dąbrowskim i poddańczego Rosji, czyli familii Czartoryskich, lecz z wpływami i pieniędzmi nie była łatwa. Dąbrowski nie zdawał sobie sprawy z tego, że Napoleon chce przyciągnąć do siebie arystokrację, a ta opowiadała się za księciem Józefem Poniatowskim, który w dodatku zdobył sobie zaufanie i przyjaźń Murata. Ministerium wojny dostało się Poniatowskiemu, a nie głęboko rozczarowanemu Dąbrowskiemu. Rozczarowany Bonapartem, Dąbrowski usunął się ze sceny politycznej, kurował ranny, zajął się wtedy sprawami rodzinnymi i majątkowymi, ożenił się ponownie (5 XI 1807).
6 marca 1808 został odznaczony Krzyżem Komandorskim Orderu Virtuti Militari. Brał udział w kampanii 1809, walczył zwycięsko z Austriakami pod Radzyminem, Łęczycą, Białą i Rawą Mazowiecką.
W 1812 dowodził jedną z trzech dywizji polskich piątego korpusu, gdzie odznaczył się pod Mohylewem, Borysowem. 26 listopada w bitwie nad Berezyną został ciężko ranny – w czasie obrony jednego z dwóch mostów na Berezynie. W 1813 walczył pod Teltawem, Grossbeeren, Juterbogk i w bitwie pod Lipskiem. Po śmierci księcia Józefa Poniatowskiego został naczelnym wodzem armii Księstwa Warszawskiego, zaledwie pięciu tysięcy polskich żołnierzy pozostałych u boku Napoleona.

## W Królestwie Polskim i śmierć
W 1815, po upadku Napoleona, powrócił do Warszawy i stanął na czele Komitetu Organizacyjnego Wojskowego, którego celem było zorganizowanie wojska nowo utworzonego Królestwa Polskiego, w którym został generałem jazdy. Odmówił objęcia namiestnictwa Królestwa Polskiego proponowanego mu przez cara Aleksandra I Romanowa i 24 listopada 1815 przeszedł w stan spoczynku. Był senatorem i wojewodą, odsunął się od spraw publicznych i osiadł w swoich dobrach w Winnej Górze w Wielkim Księstwie Poznańskim, gdzie zmarł 6 czerwca 1818 na skutek zapalenia płuc, połączonego z gangreną starej rany na nodze.
Pochowany został w miejscowym kościele, a od 1863 spoczywa w sarkofagu w bocznej kaplicy. Urna z jego sercem przechowywana była początkowo w pałacu w Winnej Górze, później w Krakowie i w poznańskim ratuszu, a od 1997 w Krypcie Zasłużonych Wielkopolan w podziemiach kościoła św. Wojciecha w Poznaniu.

## Działalność masońska
We Włoszech został aktywnym wolnomularzem, uzyskał wyższy stopień wtajemniczenia, kawalera kadosz, i był I przysposobicielem (ekspertem) Wielkiej Loży Symbolicznej (zjednoczonego) Wielkiego Wschodu Włoch oraz przysposobicielem jego Wielkiej Kapituły Generalnej. 8 stycznia 1808 roku był członkiem założycielem loży Français et Polonais Réunis w Poznaniu (Wielki Wschód Francji), członek honorowy loży Piast (Wielki Wschód Narodowy) w Poznaniu, a po 1813 roku – loży Zum bekränzten Kubus w Gnieźnie.

## Spuścizna
Generał Dąbrowski był niedoceniany na ogół przez współczesnych. Nazywano go „Niemcem”, „kondotierem”, „Bernardem Weimarskim”; jednak w nowszej historiografii doczekał się bardziej pozytywnej oceny jako pełen energii i poświęcenia wskrzesiciel oręża polskiego i wybitny generał posiadający ogromny talent dowódczy i organizacyjny. Dąbrowski stworzył też Świątynię Zwycięstwa, w której zgromadził bogatą kolekcję broni, pamiątek patriotycznych oraz bibliotekę. W swym testamencie przekazał je Towarzystwu Przyjaciół Nauk w Warszawie. Po powstaniu listopadowym zaborca rosyjski skonfiskował zbiory i wywiózł do Petersburga. Część z nich odzyskano na mocy traktatu ryskiego po zwycięstwie w wojnie polsko-bolszewickiej 1919–1921. Obecnie znajdują się w Muzeum Wojska Polskiego w Warszawie. Uwieczniony przez Adama Mickiewicza w epopei narodowej Pan Tadeusz jako wyzwoliciel Polaków na Litwie spod okupacji rosyjskiej w 1812.
Dla Legionów Dąbrowskiego Józef Wybicki, żołnierz i poeta, w 1797 napisał „Pieśń Legionów Polskich we Włoszech”, która od początku przyjęta z aplauzem przez wojsko generała, nazywana była Mazurkiem Dąbrowskiego. Po odzyskaniu przez Polskę niepodległości stała się hymnem państwowym. Pozostawił po sobie rękopisy wydane później jako Pamiętniki i Wyprawa do Wielkopolski w roku 1794.
Dwukrotnie żonaty: z Gustawą von Rackel i Barbarą Chłapowską.

## Drzewo genealogiczne
| 4. Jan Stanisław Dąbrowski     |  |                           |  |  |                         |
|                                |  | 2. Jan Michał Dąbrowski   |  |  |                         |
| 5. Marianna Szymanowska        |  |                           |  |  |                         |
|                                |  |                           |  |  | 1. Jan Henryk Dąbrowski |
| 6. Chrystian Lucjan von Lettow |  |                           |  |  |                         |
|                                |  | 3. Zofia Maria von Lettow |  |  |                         |
| 7. Ludwika Allan               |  |                           |  |  |                         |
|                                |  |                           |  |  |                         |

## Odznaczenia
- Złoty Orzeł (Oficer) francuskiego Orderu Legii Honorowej w 1804 (błędnie w polskich wykazach nazywany „Komandorem”)[43][44],
- Komandor Orderu Wojskowego Księstwa Warszawskiego (Virtuti Militari) w 1808[43],
- Komandor włoskiego Orderu Korony Żelaznej w 1806[43][45]
- Kawaler Orderu Orła Białego w 1815[46],
- rosyjski Order św. Włodzimierza,
- rosyjski Order Świętej Anny[47].

## Upamiętnienie
W miejscu jego urodzenia, Pierzchowie, w 1997 roku usypano mu kopiec. 11 listopada 2022 roku odsłonięty został zrewitalizowany pomnik gen. Jana Henryka Dąbrowskiego w Pierzchowie. Obelisk został ufundowany w 1872 w 75. rocznicę powstania Legionów Polskich oraz 54. rocznicę śmierci ich twórcy. Obelisk z piaskowca wykonał krakowski rzeźbiarz Edward Stehlik. Frontową zachodnią ścianę obelisku zdobi herb Dąbrowskich (herb szlachecki), a na wschodniej ścianie wyryto fragment „Mazurka Dąbrowskiego”. Pomnik zdobi czako ułańskie, szabla, rulon map i wieniec laurowy.
W gminie Gdów od wielu lat postać generała Jan Henryka Dąbrowskiego jest otoczona szczególną pamięcią. W Pierzchowie, miejscowa Szkoła Podstawowa nosi jego imię, a w placówce funkcjonuje Izba Pamięci poświęcona Patronowi. Od lat przy Pomniku i kopcu organizowane są uroczystości patriotyczne.
Był patronem 2 Warszawskiej Dywizji Zmechanizowanej.
W 1996 r. Narodowy Bank Polski z okazji 200-lecia powstania Mazurka Dąbrowskiego wyemitował srebrną monetę kolekcjonerską o nominale 10 złotych z wizerunkiem Jana Henryka Dąbrowskiego na rewersie.